# EMD DD35A形ディーゼル機関車
EMD DD35は、1965年4月から5月の間にアメリカのGM-EMDが製造した8動軸の電気式ディーゼル機関車である。ディーゼルエンジンと発電機のセットを2組搭載し、出力は5,000馬力(3,700kW)に達した。車軸配置は、4軸台車を前後に配置したD-Dである。全部で15両が製造された。
先に運転台のないBユニットであるDD35が製造されており、それに運転台を装備したAユニットという位置づけである。本形式に対してBユニットのDD35を便宜的にDD35Bと呼称する例もある。以下、両者に共通する説明では「DD35シリーズ」とする。

## 詳細
本形式はユニオン・パシフィック鉄道(UP)がガスタービン機関車の代替機として発注したものである。ロードナンバーは70 - 84が付番された。
DD35と同様、GP35の2両を1つのフレームにまとめた形となっている。GP35と同じ運転台が一端に装備されたため、フレームの長さはDD35より長くなった。床下の燃料タンクは長大になり、機器室中央にある車体の左右方向の通路は若干後部寄りに配置された。ラジエターは、新型のフレア型となった。これは、EMDが新型の645系エンジンを搭載したSD40のデモ車で試験的に装備したものである。
DD35シリーズは、製造直後には信頼性において劣るものであった。車体内の砂箱内の砂が電装品に悪影響を及ぼしたため、1969年には新たな砂箱がランボード上にもうけられた。
また、EMDが最後に製造した直流発電機と旧来の開閉器を搭載したロード・ユニットであった。これらは、後年のものよりも故障する率が高かった。
ひとたび故障が克服されると、DD35シリーズは成功したといえた。しかし、より小型の機関車に比べれば融通が利かず、1980年代初期の不況により運用からはずされ、1981年には全車両が営業線から撤退した。最後の数ヶ月は、ソルトレイクシティ周辺で使用された。
本形式には保存車はない。